# Normenausschuss Maschinenbau
Der Normenausschuss Maschinenbau (NAM) im DIN Deutsches Institut für Normung e. V. ist für die Normungsarbeit auf dem Gebiet des Maschinenbaus zuständig. Dazu gehören auch die Anwendung von Informations- und Kommunikationstechnologien (IKT), die besonders im Bereich Industrielle Automation und Integration (Robotik) relevant sind. Hier stellt der NAM die deutschen Spiegelausschüsse zum TC184 und seinen Unterausschüssen.

## Geschichte
Der NAM wurde am 11. März 1949 gegründet. Er ist entsprechend einer Vereinbarung zwischen dem DIN und dem VDMA finanziell, personell und organisatorisch dem VDMA angegliedert. Er kooperiert eng mit dem Normenausschuss Werkzeugmaschinen (NWM), der ebenfalls dem VDMA angegliedert ist.

## Normgebiete
Normungsarbeiten werden für folgende Bereiche und Gebiete festgelegt: Antriebstechnik, Aufzüge, Fahrtreppen, Fahrsteige, Bau- und Baustoffmaschinen, Näh- und Bekleidungsmaschinen, Schuh- und Ledermaschinen, Bergbaumaschinen, Druck- und Papiermaschinen, Fluidtechnik, Fördertechnik (Krane, Hebezeuge, Hebebühnen, Flurförderzeuge, Stetigförderer, Lagertechnik), Geldschränke und Tresoranlagen, Gießereimaschinen, Holzbearbeitungsmaschinen, Hütten-/Walzwerkseinrichtungen, Industrielle Automation und Integration (Robotik), Kompressoren und Drucklufttechnik (Vakuumtechnik), Gummi-/Kunststoffmaschinen, Landtechnik, Allgemeine Lufttechnik (Lufttechnische Geräte und Anlagen, Oberflächentechnik), Nahrungsmittelmaschinen, Power Systems (Motoren und Turbinen), Pumpen, Reinigungstechnik, Thermoprozesstechnik, Verfahrenstechnik, Verpackungsmaschinen und Wäscherei- und Textilreinigungsmaschinen.

## Organisation
Der NAM hat seine Sacharbeit derzeit in 25 Fachbereichen organisiert, die den jeweils entsprechenden Fachverbänden des VDMA zugeordnet sind. Der NAM ist einer der größten Normenausschüsse im DIN.